# Lukulu (Chambeshi)
Der Lukulu ist ein rechter Nebenfluss des Chambeshi in Sambia.

## Verlauf
Der Fluss entspringt im Distrikt Lunte, an der Straße D 39, etwa 30 km nördlich vom Ort Lunte. Er fließt zunächst nach Süden. Nach wenigen Kilometern dreht er nach Osten und fließt durch bewaldetes Gelände auf die Stadt Kasama zu. Auf diesem Stück mäandriert er sehr stark in seinem mehrere 100 Meter breiten Bett. Nach einem guten Drittel seines Weges, etwa 30 km westlich von Kasama, mündet von Norden sein wichtigster Nebenfluss, der Luombe. Hier schwenkt er nach Süden und fließt parallel zur M1. Der Lukulu mündet schließlich 1,5 km unterhalb der Chambeshi Old Pontoon Brücke in den Chambeshi.

## Hydrometrie
Die Durchflussmenge des Lukulu wurde an der hydrologischen Station Kasama/Luwingu Road Bridge, kurz nach der Mündung des Luombe, über die Jahre 2005 bis 2010 gemessen (in m³/s).

## Haupt- und Nebenfluss
In manchen Quellen ist es der Lukulu, der in den Luombe mündet, der dann entsprechend der Nebenfluss des Chambeshi ist.